# پایگاه هوایی علی
پایگاه هوایی علی (به انگلیسی: Ali Air Base) (به زبان بومی: Tallil AirBase) یک فرودگاه نیروی نظامی است که یک باند فرود بتن دارد و طول باند آن ۳۳۳۳ متر است. این فرودگاه در شهر ناصریه کشور عراق قرار دارد و در ارتفاع ۶ متری از سطح دریا واقع شده‌است.